# Nationalpark Bøhmisk Schweiz
Nationalpark Bøhmisk Schweiz (tjekkisk: Národní park České Švýcarsko; tysk: Nationalpark Böhmische Schweiz) er en nationalpark i det nordlige Tjekkiet. Parken blev oprettet i 2000 og omfatter en del af Elbens Sandstensbjerge.

## Geografi
Mod vest glider nationalparken over i naturparken CHKO Labské pískovce som også ligger i Elbens Sandstensbjerge. Mod nordvest, på den tyske side, hænger de to fredninger sammen med Det Sachsiske Schweiz, som består af Nationalpark Sächsische Schweiz og det beskyttede landskab naturpark Sächsische Schweiz. Tilsammen udgør de fire fredninger et område på ca. 710 km² og omtales også som Det Bøhmisk-Sachsiske Schweiz.
Længere mod sydvest, fortsætter Elbens Sandstensbjerge som Malmbjergene (Erzgebirge) og mod øst fortsætter de som Lausitzer Gebirge, den vestligste del af Sudeterne.

## Galleri
Landemærker og faciliteter
- Bøhmisk Schweiz har i århundreder været et populært udflugtsmål for naturoplevelser (billedet her er fra 1800-tallet)
- Landsbyen Hřensko ved Elben på grænsen til Tyskland, betragtes ofte som indgangen til nationalparken
- Bådudflugt på floden Kamenice som møder Elben i Hřensko
- Vandrerute nær Hřensko
- Store dele af ruterne i bjergene er for de erfarne
- Udsigtspunkter
- Naturmonumentet Pravčická brána

Naturen og landskabet
- Store intakte skove
- Skove af nåle- og løv-træer
- Bøgeskove i nogle dale
- Vilde slugter
- Vinter